# Чага (село)
Чага́ (каз. Шаға) — село у складі Сауранського району Туркестанської області Казахстану. Адміністративний центр Чагинського сільського округ.
У радянські часи село називалось Шага.
Населення —  (2021; 1360 у 2009, 1028 у 1999,  у 1989).